# Antonio Lodron di Castellano

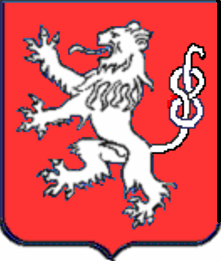
Stemma dei Lodron

Antonio Lodron (Castellano, 1536 – Salisburgo, 1615) è stato arciprete della Pieve di Villa Lagarina e canonico a Passau e Salisburgo. Antonio fu l'ultimo dei Lodron lagarini detti di Castellano.